# Tổ khúc Anh
Tổ khúc Anh là tập hợp 6 tổ khúc của nhà soạn nhạc người Đức Johann Sebastian Bach, được xuất bản sau khi ông qua đời năm 1750. Tên gọi của những tổ khúc này dường như nảy sinh do có những bản chép tay mà người con út của Bach, Johann Christian Bach, có được, trong đó có nói các tổ khúc này được viết cho người Anh.

## Âm thanh

### Tổ khúc số 1
| Tổ khúc Anh số 1 cung La trưởng, phần prelude |  |
|                                               |  |
|                                               |  |

| Tổ khúc Anh số 1, phần Allemande |  |
|                                  |  |
|                                  |  |

| Tổ khúc Anh số 1, phần courantel số 1 |  |
|                                       |  |
|                                       |  |

| Tổ khúc Anh số 1, phần courante số 2 |  |
|                                      |  |
|                                      |  |

| Tổ khúc Anh số 1, phần double 1 |  |
|                                 |  |
|                                 |  |

| Tổ khúc Anh số 1, phần double 2 |  |
|                                 |  |
|                                 |  |

| Tổ khúc Anh số 1, phần Sarbande |  |
|                                 |  |
|                                 |  |

| Tổ khúc Anh số 1, phần bouree một số 1 và 2 |  |
|                                             |  |
|                                             |  |

| Tổ khúc Anh số 1, phần gigue |  |
|                              |  |
|                              |  |

### Tổ khúc số 3
| Tồ khúc Anh số 3 cung Son thứ, phần Sarabande |  |
|                                               |  |
|                                               |  |

| Tổ khúc Anh số 3, phần Prelude |  |
|                                |  |
|                                |  |

| Tổ khúc Anh số 3, phần Gigue |  |
|                              |  |
|                              |  |

| Tổ khúc Anh số 3, phần Gavotte số 1 và 2 |  |
|                                          |  |
|                                          |  |

| Tổ khúc Anh số 3, phần Courante |  |
|                                 |  |
|                                 |  |

| Tổ khúc Anh số 3, phần Allemande |  |
|                                  |  |
|                                  |  |